# Fajka bint Fu’ad
Fajka (arab. ‏فائقة‎; ur. 8 czerwca 1926 w Aleksandrii, zm. 7 stycznia 1983 w Kairze) – egipska księżniczka, przewodnicząca Egipskiego Czerwonego Półksiężyca. Dama I Klasy Specjalnej Orderu Doskonałości.
Córka Fu’ada I i Nazli Sabri. 5 kwietnia 1950 roku poślubiła Fu’ada Sadika, z którym miała dwóch synów (Fu’ada i Isma’ila) oraz dwie córki (Fahimę i Faukijję).